# Lake George

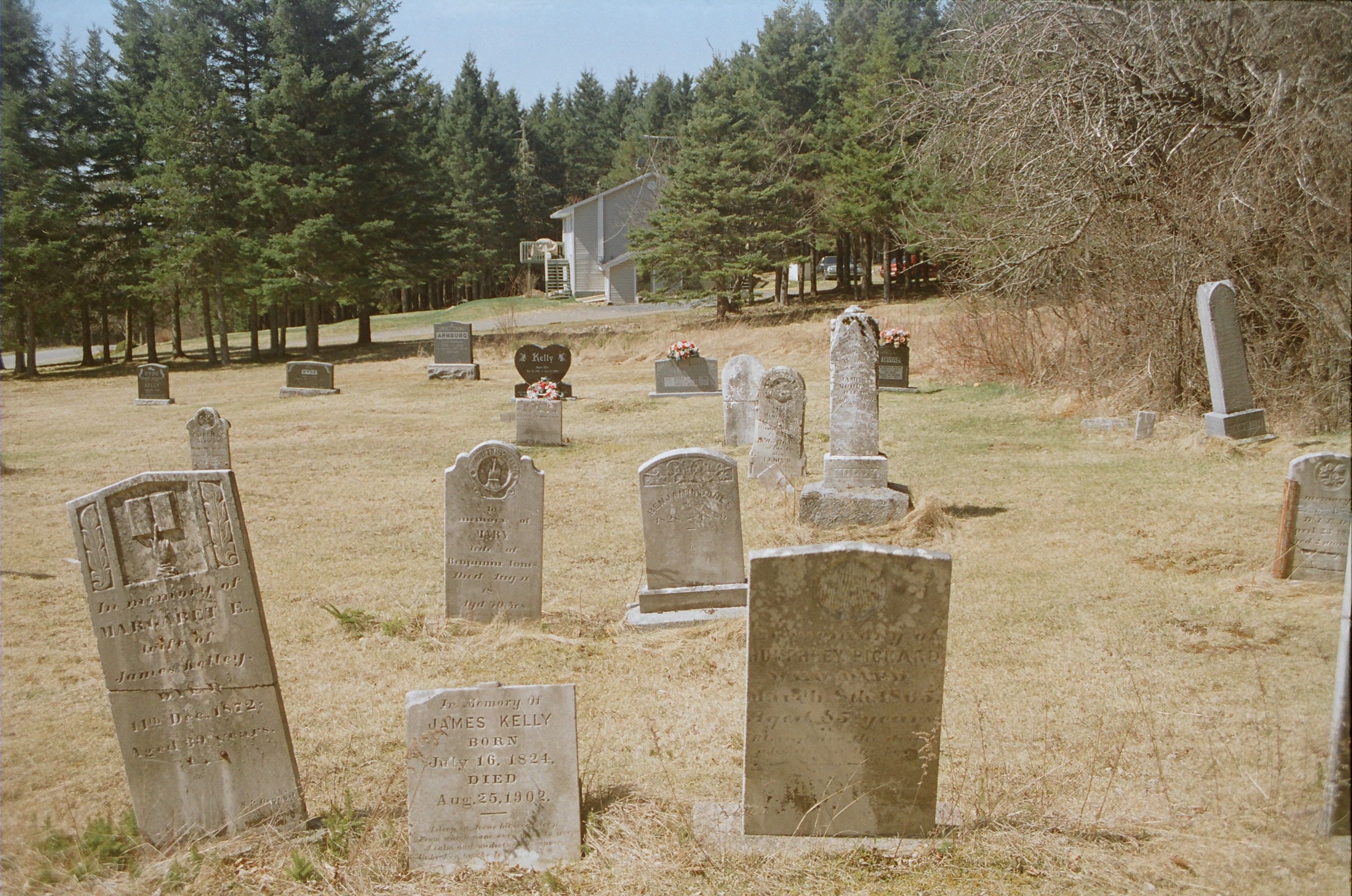
Cemitério de Lake George, é de referi as lápides antigas.

Lake George é uma  comunidade rural localizada junto ao Lago George, no Condado de York, New Brunswick, Canadá.

## Descrição
Este povoado encontra-se a 45 quilómetros a oeste da cidade de Fredericton, sendo que o seu nome é derivado do lago junto ao qual se encontra.
Embora a população local varie muito ao longo do ano, há uma comunidade habitacional constante em que alguns moradores trabalham na aldeia vizinha de Harvey Station, a sua população aumenta substancialmente durante os meses de verão, e durante certas actividades de carácter sazonal.